# Kowloonhalvön
Kowloonhalvön, (engelska: Kowloon Peninsula, kinesiska: 九龍半島, 九龙半岛) är en halvö i Hongkong (Kina). Den ligger i den centrala delen av Hongkong. Halvön utgör en del av området Kowloon.